# Hákarl
Hákarl (eller kæstur hákarl også kaldet surhaj) er en islandsk madret. Retten fremstilles af grønlandshaj eller brugde, der konserveres ved en særlig fermenteringsproces, hvor hajkødet skæres i mindre stykker for herefter at blive gravet ned i 6-7 uger (om sommeren) eller 2-3 måneder om vinteren. Dernæst hænges hajkødet til tørre i 2-4 måneder. 
Hákarl har en meget speciel ammoniaklugt og fiskesmag og kan sammenlignes med meget stærke oste.
Hákarl spises som en del af buffeten Þorramatur, et udvalg af islandske retter, der serveres på Þorrablót om vinteren. Hákarl kan dog købes i butikker på Island hele året rundt. 
Hákarl er af flere beskrevet som det værste de nogensinde har spist.